# Paolo (esarca)
Paolo (... – Ravenna, 727) è stato un esarca bizantino, Esarca di Ravenna dal 726 al 727.
Ebbe l'ordine dall'imperatore di deporre o uccidere papa Gregorio II, reo di non aver voluto pagare le tasse all'Impero. Inviò il cartulario Giordane, il subdiacono Giovanni Lurion, e l'ex duca di Roma Basilio ad assassinare il Papa, ma la congiura fu scoperta e i primi due vennero giustiziati, il terzo fu costretto a entrare in monastero. Visto il fallimento della congiura, l'esarca ordinò all'esercito dell'esarcato di marciare verso Roma, per deporre con la forza il Pontefice; grazie però all'alleanza con i longobardi di Spoleto e della Tuscia, l'esercito del ducato romano, favorevole al Papa, sconfisse l'esercito bizantino presso il ponte Salario.
Nel 727 l'Esarcato scoppiò in rivolta contro il divieto imperiale del culto delle immagini (iconoclastia). A Ravenna scoppiarono lotte tra una fazione filo-papale e una filo-bizantina, nella quale rimase vittima l'esarca Paolo, ucciso in circostanze ignote. Per vendicare il suo assassinio, l'imperatore bizantino Leone III inviò una spedizione punitiva contro Ravenna, ma il corpo di spedizione bizantino fu sconfitto dai ribelli ravennati. Il successore di Paolo, Eutichio, riuscì a riprendere il controllo di Ravenna, anche se ebbe inizialmente delle difficoltà a causa del mancato appoggio dell'esercito.
Secondo lo storico John Julius Norwich, Paolo e il primo leggendario doge di Venezia, Paolo Lucio Anafesto, sarebbero la stessa persona. Tra l'altro il magister militum di Paolo per coincidenza era chiamato Marcello, lo stesso nome del successore reputato del Paoluccio come doge, Marcello Tegalliano.